# Novo Planalto
Novo Planalto este un oraș în Goiás (GO), Brazilia.